# Talâ-ye Sorx
Talâ-ye Sorx (em persa: طلای سرخ) é um filme iraniano de 2003, dirigido por Jafar Panahi e escrito por Abbas Kiarostami. O filme nunca foi distribuído nos cinemas iranianos por ser considerado muito "sombrio".

## Enredo
O filme começa com uma cena dentro de uma joalheria, que o personagem principal, Hossein, parece estar tentando roubar. Hossein tenta forçar o Joalheiro a lhe entregar a chave do cofre sob a mira de uma arma. O joalheiro se recusa e consegue acionar o alarme. Hossein então atira no joalheiro e, após alguma deliberação, tira a própria vida. O restante do filme conta a história de Hossein.

## Elenco
- Hossain Emadeddin
- Kamyar Sheisi
- Azita Rayeji
- Shahram Vaziri
- Ehsan Amani
- Pourang Nakhael
- Koveh Najmabadi
- Saber Safael

## Produção
Hossein Emadeddin, que interpreta o papel principal, não era um ator profissional, mas um entregador de pizza com esquizofrenia paranoica, que dificultou muito as filmagens devido à sua destrutividade e falta de cooperação. Após a conclusão, o Ministério da Cultura e Orientação Islâmica insistiu que fossem feitos cortes no filme, o que Panahi recusou, levando à proibição do filme no Irã, mesmo para exibições privadas.

## Recepção

### Resposta crítica
Talâ-ye Sorx tem uma taxa de aprovação de 88% no site agregador de críticas Rotten Tomatoes, com base em 83 avaliações, e uma classificação média de 7,5/10. O consenso crítico do site afirma: "Um filme lento e fascinante sobre as diferenças de classe iranianas". O Metacritic atribuiu ao filme uma pontuação média ponderada de 81 em 100, com base em 26 críticos, indicando "aclamação universal".

### Prêmios
- Festival de Cinema de Cannes, Un Certain Regard.[4]
- Festival Internacional de Cinema de Chicago, Gold Hugo.
- Festival Internacional de Cinema de Tbilisi, Golden Prometheus.
- Semana Internacional de Cine de Valladolid, Golden Spike.